# Sophie Muller
Sophie Melanie Muller (ur. 9 stycznia 1962) – brytyjska reżyserka teledysków.

## Twórczość
| - Eurythmics – „Beethoven (I Love to Listen to)” - Eurythmics – „Brand New Day” - Eurythmics – „Do You Want to Break Up?” - Eurythmics – „Heaven” - Eurythmics – „I Need You” - Eurythmics – „Put the Blame on Me” - Eurythmics – „Savage” - Eurythmics – „Wide Eyed Girl” - Sade – „Nothing Can Come Between Us” - Sade – „Turn My Back on You” - Eurythmics – „I Need a Man” - Sade – „Love Is Stronger Than Pride” - Eurythmics – „You Have Placed a Chill in My Heart” - Shakespear’s Sister – „Break My Heart” - Annie Lennox featuring Al Green – „Put a Little Love in Your Heart” - Shakespear’s Sister – „You’re History” - Shakespear’s Sister – „Run Silent” - Sarah Brightman – „Anything but Lonely” - Eurythmics – „Don’t Ask Me Why” - Eurythmics – „Angel” - Eurythmics – „The King and Queen of America” - Julia Fordham – „Lock and Key” - Sinéad O’Connor – „Emperor’s New Clothes” - Nanci Griffith – „Late Night Grande Hotel” - World Party – „Thank You World” - Curve – „Coast Is Clear” - Shakespear’s Sister – „Goodbye Cruel World” - Curve – „Fait Accompli” - Shakespear’s Sister – „Stay” - Aaron Neville – „Somewhere, Someday” - Annie Lennox – „Why” - Shakespear’s Sister – „Hello (Turn Your Radio On)” - Annie Lennox – „Precious” - Vegas – „possessed” - Annie Lennox – „Cold” - Annie Lennox – „Money Can’t Buy It” - Annie Lennox – „Legend in My Living Roon” - Annie Lennox – „The Gift” - Annie Lennox – „Primitive” - Annie Lennox – „Keep Young and Beautiful” - Sade – „No Ordinary Love” - Annie Lennox – „Walking on Broken Glass” - Annie Lennox – „Love Song for a Vampire” - Shakespear’s Sister – „I Don’t Care” - Annie Lennox – „Little Bird” - Björk – „Venus as a Boy” - Hole – „Miss World” - The Jesus and Mary Chain Featuring Hope Sandoval – „Sometimes Always” - The Jesus and Mary Chain – „Come On” - Sparks – „When Do I Get to Sing My Way?” - Sophie B. Hawkins – „As I Lay Me Down” - Sparks – „When I Kiss You” - Stone Roses – „Ten Storey Love Song” - Lisa Loeb & Nine Stories – „Do You Sleep?” - Jeff Buckley – „So Real” - Weezer – „Say It Ain’t So” - The Cure – „The 13th” - Kè – „Strange World” - Gary Barlow – „Forever Love” - Shakespear’s Sister – „I Can Drive” - No Doubt – „Don’t Speak” - No Doubt – „Excuse Me Mr.” - No Doubt – „Sunday Morning” - The Lightning Seeds – „What If...” - Blur – „Beetlebum” - Blur – „On Your Own” - Blur – „Song 2" - Maxwell – „Whenever, Wherever, Whatever” - Curve – „Chinese Burn” - No Doubt – „Hey You” - No Doubt – „Oi to the World” - James Iha – „Be Strong Now” - Maxwell – „Luxury: Cococure” - Sparklehorse – „Sick Of Goodbyes” - Garbage – „When I Grow Up” (live version) - Garbage – „The Trick Is to Keep Breathing” - Rufus Wainwright – „April Fools” - Blur – „Tender” - Sinéad O’Connor – „Chiquita” - Natalie Merchant Featuring N'dea Davenport – „Break Your Heart” - Sparklehorse – „Pig” - Manic Street Preachers – „You Stole the Sun from My Heart” - Garbage – „When I Grow Up” (U.S. version) - Semisonic – „Secret Smile” - The Cardigans – „Hanging Around” - Sarah McLachlan – „Possession” (US version) - Sarah McLachlan – „I Will Remember You” - Emiliana Torrini – „To Be Free” - Beth Orton – „Central Reservation” - Sarah McLachlan – „Ice Cream” - Supergrass – „Mary” | - Eurythmics – „I Saved the World Today” - No Doubt – „Simple Kind of Life” - Ute Lemper – „The Case Continues” - Doves – „Catch The Sun” - Bentley Rhythm Ace – „How’d I Do Dat?” - Alisha’s Attic – „Push It All Aside” - Alisha’s Attic – „Pretender Got My Heart” - JJ72 – „Oxygen” - PJ Harvey – „Good Fortune” - Sade – „By Your Side” - Coldplay – „Trouble” - Turin Brakes – „The Door” - Sade – „King of Sorrow” - Turin Brakes – „Underdog (Save Me)” - No Doubt – „Bathwater” - PJ Harvey – „A Place Called Home” - Nelly Furtado – „Turn off the Light” - Sophie Ellis-Bextor – „Take Me Home” - PJ Harvey – „This Is Love” - Radiohead – „I Might Be Wrong” - Sophie Ellis-Bextor – „Murder on the Dancefloor” - Amy Studt – „Just a Little Girl” - Sophie Ellis-Bextor – „Move This Mountain” - Sugababes – „Freak Like Me” - Coldplay – „In My Place” - Amy Studt – „Misfit” - The Beu Sisters – „I Was Only 17" - Sparta – „Cut Your Ribbon” - Pink – „Family Portrait” - No Doubt (featuring Lady Saw) – „Underneath It All” - Sophie Ellis-Bextor – „Music Gets the Best of Me” - Nickel Creek – „Speak” - Dolly Parton – „I’m Gone” - Dido – „Life for Rent” - Pink – „Trouble” - The Raveonettes – „That Great Love Sound” - Sophie Ellis-Bextor – „I Won’t Change You” - Dixie Chicks – „Top of the World” - The Killers – „Mr. Brightside” - Sixpence None the Richer – „Don’t Dream It’s Over” - Maroon 5 – „This Love” - Maroon 5 – „She Will Be Loved” - Nelly Furtado – „Try” - Mindy Smith – „Come to Jesus” - Jamelia – „See It in a Boy’s Eyes” - Sarah McLachlan – „World on Fire” - Sarah McLachlan – „Stupid” - The Strokes – „The End Has No End” - Natasha Bedingfield – „These Words” (UK version) - Vanessa Carlton – „White Houses” - Loretta Lynn Featuring Jack White – „Portland, Oregon” - KT Tunstall – „Black Horse and the Cherry Tree” - Garbage – „Why Do You Love Me” - Garbage – „Bleed Like Me” - Garbage – „Sex Is Not the Enemy” - Garbage – „Run Baby Run” - Gwen Stefani – „Cool” - Coldplay – „Fix You” - Faith Hill Featuring Tim McGraw – „Like We Never Loved at All” - Gwen Stefani – „Luxurious” - Gwen Stefani – „Serious” - Gwen Stefani – „Crash” - Shakira featuring Wyclef Jean – „Hips Don’t Lie” - Dixie Chicks – „Not Ready to Make Nice” - She Wants Revenge – „These Things” - Faith Hill – „Stealing Kisses” - Lily Allen – „Smile” - Beyoncé featuring Jay-Z – „Deja Vu” - Beyoncé – „Ring the Alarm” - Sophie Ellis-Bextor – „Catch You” - The Raconteurs – „Level” - Gwen Stefani – „Wind It Up” - Siobhán Donaghy – „Don’t Give It Up” - Mika – „Grace Kelly” - Gwen Stefani – „4 in the Morning” - Mika – „Love Today” - Rufus Wainwright – „Going to a Town” - Garbage – „Tell Me Where It Hurts” - Sophie Ellis-Bextor – „Today the Sun’s on Us” - Maroon 5 – „Won’t Go Home Without You” - Gwen Stefani – „Early Winter” - The Kills – „U.R.A. Fever” - The Kills – „Cheap and Cheerful” - Leona Lewis – „Better in Time” - Leona Lewis – „Footprints in the Sand” - The Ting Tings – „That’s Not My Name” - Gavin Rossdale – „Love Remains the Same” - Kings of Leon – „Sex on Fire” - Cold War Kids – „Something is Not Right With Me” - Duffy – „Stepping Stone” - Sarah McLachlan – „U Want Me 2" - Duffy – „Rain On Your Parade” - Kings of Leon – „Use Somebody” - Paloma Faith – „Stone Cold Sober” - Shakira – „Did It Again” - Pink – „I Don’t Believe You” - Shakira – „Give It Up to Me” - Broken Bells – „The High Road” - Sade – „Soldier of Love” - Sade – „Babyfather” - Katy B – Crying for No Reason - Katy B – Still - Selena Gomez – „Good For You” - Marina – „Handmade Heaven” |